# پل‌کرات
پل کرات، روستایی است از توابع بخش مرکزی شهرستان چالوس در استان مازندران ایران.

## جمعیت
این روستا در دهستان کلارستاق شرقی قرار دارد و براساس سرشماری مرکز آمار ایران در سال ۱۳۸۵، جمعیت آن ۴۴ نفر (۹خانوار) بوده‌است. مردم پل کرات از قومیت طبری هستند. مردم پل کرات به زبان طبری با گویش چالوسی سخن می‌گویند.